# Fernmeldeturm Eckernförde
Der Fernmeldeturm Eckernförde ist ein Fernmeldeturm der Deutschen Telekom in Stahlbetonbauweise in Eckernförde im Kreis Rendsburg-Eckernförde in Schleswig-Holstein. Er ist mit 63 Metern Gesamthöhe das höchste Bauwerk in Eckernförde.
Heute werden von hier keine Rundfunkprogramme ausgestrahlt, bis zur Umstellung auf DVB-T diente der Turm aber als kleiner Füllsender für die privaten Fernsehsender RTL und Sat.1.

## Frequenzen und Programme

### Analoges Fernsehen (PAL)
Vor der Umstellung auf DVB-T wurden von hier ausgestrahlt:
| Kanal | Frequenz (MHz) | Programm                            | ERP (kW) | Sendediagramm rund (ND)/ gerichtet (D) | Polarisation horizontal (H)/ vertikal (V) |
| ----- | -------------- | ----------------------------------- | -------- | -------------------------------------- | ----------------------------------------- |
| 33    | 567,25         | RTL Television (Schleswig-Holstein) | 0,17     | ND                                     | H                                         |
| 60    | 783,25         | Sat.1 (Hamburg/Schleswig-Holstein)  | 0,17     | ND                                     | H                                         |